# ワラジムシ
ワラジムシ（草鞋虫、鼠姑、蟠、Porcellio scaber）は、等脚目ワラジムシ亜目ワラジムシ科に属する甲殻類の一種のこと、あるいはワラジムシ亜目のかなりの種を総称する呼び名である。

## 種としてのワラジムシ
種としてのワラジムシ (Porcellio scaber) は、体長12mm程度の動物で、人家周辺の石の下や草の間の地面に普通に見られる。体は灰色がかった褐色、上から見ると楕円形で、ダンゴムシとは異なり前後が狭まる。また、背中はなだらかに盛り上がるだけで、やや扁平な動物である。
体は頭部と胸部、腹部に分かれ、頭部からはやや発達した第2触角が伸びる。胸部は体の八割ほどを占め、7対の体節と付属肢が確認できる。腹部は幅狭く、末端には尾肢が一対、短い角のように突き出る。
ヨーロッパ原産で、世界各地に広がり、日本では本州中部以南および沖縄に見つかっている。近似種も多い。

## 広義のワラジムシ
広義のワラジムシは、この属や科だけでなく、ワラジムシ亜目ほぼすべてを含んでしまう。
以下のワラジムシ亜目のうち、フナムシ科に海岸でよく見るフナムシ、森林土壌にも出現するヒメフナムシがあり、最後の3科にいわゆるダンゴムシが含まれる。それ以外のものはすべて「ワラジムシ」の呼称で呼ばれている。むしろワラジムシ相（動物相の一部としての）と言えば、ダンゴムシなども当然含まれているものとして扱われることが多い。
- フナムシ科 Ligiidae
- ナガワラジムシ科 Trichoniscidae
- ヒゲナガワラジムシ科 Olibrinidae
- ウミベワラジムシ科 Scypacidae
- ヒメワラジムシ科 Philosciidae
- ホンワラジムシ科 Oniscidae
- ハヤシワラジムシ科（トウヨウワラジムシ科） Trachelipidae
- ワラジムシ科 Porcellionidae
- コシビロダンゴムシ科 Armadillidae
- オカダンゴムシ科 Armadillidiidae
- ハマダンゴムシ科 Tylidae

現在世界で1,500種が知られる。日本でも100種ほどが知られていると言うが、実際には400種あるかもとも言われている。1980年代くらいまでほとんど手つかずであった研究が現在は進行しており、多くの新種が確認されつつある。

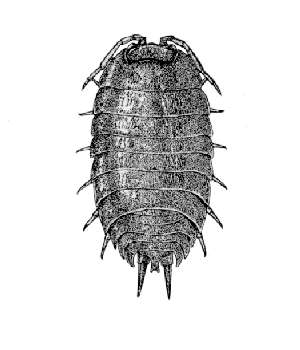
Porcellio laevis